# 椙山正弌
椙山 正弌（すぎやま まさかず、明治12年（1879年）6月26日 - 昭和39年（1964年）2月18日）は、岐阜県生まれの尾張藩士族であり、愛知県名古屋市の教育者。椙山女学園初代学園長・理事長。藍綬褒章の受章2回。

## 経歴
尾張藩士・椙山正明の長男として生まれる。椙山家は代々尾張徳川家に仕えた名家であり、士族であった。現在の名古屋の中心、広小路通に面した島田町（現、中区錦2丁目）に屋敷を構えていた。明治2年（1869年）の版籍奉還で父・椙山正明は土地、屋敷などを返上して岐阜県武儀郡高野村に移り、洲原神社神主の職を経て、武儀郡乾村官選戸長（村長）を数期務めた。
椙山正弌は明治28年（1895年）3月、岐阜県師範学校（現・岐阜大学教育学部）乙種講習科修了。2年後小学校教員検定試験に合格し、美濃町で小学校教員になる。その後、健康上の理由で教員を辞め、教育会機関誌『岐阜県教育会雑誌』の編集に携わる。「県立農業学校の運営について」という論文が県立学校批判と受け取られたため辞職。福沢諭吉に私淑し、一念発起して女子教育を志し、明治35年（1902年）6月、岐阜師範学校の恩師・理学博士安東伊三郎を頼って上京する。
女子技芸教育改善を志し、当時評判のよかった、裁縫教育先駆けの東京裁縫女学校（現・東京家政大学）の入学を希望するが、男子であるため女学校入学を許可されず、その後岐阜師範学校の先輩であり東京高等師範学校附属小学校（現・筑波大学附属小学校）で教鞭を執っていた棚橋源太郎の紹介で、渡辺辰五郎の門下生となり東京裁縫女学校の聴講が許されることになる。暫く神楽坂通の仕立屋で見習いをした後、渡辺辰五郎の生徒となって直接裁縫の実地指導を受ける。その後、東京裁縫女学校の入学が許可され、明治38年（1905年）1月、教員免許を取得する。同志ともなり伴侶ともなった東京裁縫女学校同窓生・椙山今子（旧姓・中村、本名・いま）とは、東京裁縫女学校での修行時代に出会い、故郷を同じくし共に岐阜師範学校同窓生と共通点があり、意気投合して出会って3年後の明治38年に結婚した。明治38年2月、椙山正弌・今子は中京の地へ戻る。
女子教育・人間性開発の教育をかかげて、妻・椙山今子と共に名古屋裁縫女学校（現、椙山女学園大学）を設立し、校長となる。明治38年4月1日、尾張藩で奉行職にあった稲葉家が名古屋市富士塚町（現在の東区泉1丁目）に所有する大きな門構えのある400坪の武家屋敷を借り、開校。
1921年（大正10年）、教育事情視察のため渡米した折、スタンフォード大学で、毎朝讃美歌のメロディーが美しい鐘の音で鳴り渡ると学生はもちろん学外の道行く人々も歩みを止めて静かな祈りを捧げる姿をみて深く感動し、学園にもこの鐘を取り入れることを考えた。帰国後、英国ロンドンのジレット社へ鐘の製作を依頼し、1930年（昭和5年）、覚王山にあった当時「白亜の殿堂」と称された椙山第二高等女学校の校舎屋上の塔内に設置された。1931年（昭和6年）2月11日、鐘から初めて昭憲皇太后御歌『金剛石』（1887年（明治20年）3月18日、作詞・昭憲皇太后、作曲・奥好義）のメロディーが流れ、以来「金剛鐘」と名付けられたこの鐘で毎朝8時30分に始業として生徒に奏でられる響きは学園のシンボルになり、卒業生・在校生の胸に深く刻まれている。
1940年（昭和15年）と1955年（昭和30年）11月3日に藍綬褒章を2度受章。
水泳選手の前畑秀子を和歌山から名古屋の椙山女学園に受け入れ寮を提供し、また学園内に新しいプールを作り全面的に支援した 。ベルリンオリンピック金メダリストの前畑の母校である椙山女学園中学校・高等学校の校内には、ともに出場した小島一枝のふたりの水着姿の銅像があり、また、前畑がヒトラーからもらった樫の木「オリンピック・オーク」の2代目が植えられている 。
長男の正英に先立たれ、正弌の死後に学校法人椙山女学園の運営は二男で生物学者・名古屋大学教授を務めた正雄が継承、更に正英の息子（正弌の孫）である正弘が継いだ。椙山女学園は幼稚園から大学院までを擁する東海地方唯一の女子総合学園であり、同じく名古屋市内にある私立愛知淑徳、金城学院と並んで名古屋の三大お嬢様学校であるSSKとして知られる。

## 著書
- 『岐阜県小学校学事法令』- 椙山正弌編、明治35年11月、郁文堂等